# Struga Karmelicka
Struga Karmelicka (także: Struga Karmelitańska lub Kamionka) – nieistniejący (zasypany) ciek wodny w południowej części centrum Poznania, będący w istocie jedną z odnóg Warty (podobnie jak Zgniła Warta).

## Przebieg i historia
Struga Karmelicka oddzielała się w średniowieczu od dzisiejszej Warty w rejonie obecnej ulicy Jordana na Wildzie (podówczas Wierzbice), zataczała szeroki łuk na zachód od Warty i przepływała pomiędzy osadami Półwieś, Czapniki i Gąska na zachodzie, a Rybakami i Piaskami na wschodzie. Na południe od kościoła Bożego Ciała uchodziła do odnogi Warty zwanej Starą Rzeką, która wpływała między lokowany w 1253 Poznań, a Groblę i następnie Chwaliszewo. W rejonie obecnego placu Międzymoście odnoga ta uchodziła na powrót do głównego nurtu Warty (obecnie tzw. starego koryta). Pomiędzy Strugą a Wartą w rejonie Wildy rozciągały się żyzne łąki, zwane Polami Karmelickimi.
Nad Strugą lokowano rozmaite osady służebne względem Poznania, jak np. wspomniane Czapniki lub Rybaki, wykorzystujące wodę do celów technologicznych, co powodowało, że stan wód w cieku był zapewne katastrofalny.
Wytyczenie w 1820 Drogi Dębińskiej, spowodowało utworzenie grobli w południowej części cieku i odcięcie go od Warty. Wtedy to Struga stała się de facto starorzeczem. Ostatecznie Strugę Karmelicką zasypano w całości podczas procesu regulacji miasta w końcu XIX w. (1888-1896). Podobny los spotkał wtedy także Bogdankę (ale tylko w dolnym biegu).

## Upamiętnienie i pozostałości
Pozostałością po rozlewiskach Warty jest fragment starorzecza na ogrodach działkowych przy Drodze Dębińskiej. Sama Struga upamiętniona jest w nazwie ul. Karmelickiej na Rybakach, w osi której dawniej przepływała.